# Solkieniki
Solkieniki (niem. Solknick) – przysiółek w Polsce położona w województwie warmińsko-mazurskim, w powiecie kętrzyńskim, w gminie Barciany.
W latach 1975–1998 miejscowość administracyjnie należała do województwa olsztyńskiego. Wieś położona między Skandawą a Garbnem. W pobliżu las, zwany przez miejscowych "Hajny".
Lokalna nazwa - Sokolniki. Dawniej istniał tu folwark, najprawdopodobniej należący do dóbr w Silginach.
Las, znajdujący się na południe od wsi potocznie nazywany jest "Koczta", "Las Koczty" - od nazwiska osadnika, mieszkającego na skraju lasu (kolonia wsi Silginy). Dawniej las nosił nazwę Solke Wald. Ten sam rdzeń słowny nosi rzeka Sołka (niem. Solke), płunaca wschodnim skrajem lasu. Las położony na południowy zachód od Solkienik (z na południe od Garbna) nosił nazwę Kirchen Wald (las kościelny - najpewniej biorąc nazwę od kościoła parafialnego w Garbnie), natomiast kompleks leśny z południowego zachodu obecnie nazywany jest "Hajny" - dawna nazwa niem. Pfarr-Wald (las proboszcza). W czasie drugiej wojny światowej zlokalizowane były tu magazyny amunicji. Do dzisiaj pozostało tu wiele elementów uzbrojenia. Z tego względu jest to miejsce często odwiedzane i penetrowane przez historyków-amatorów, poszukujących znalezisk z wykrywaczem metalu.